# Xerrox Vol.1
Xerrox vol. 1 (sottotitolato The Old World) è un album in studio del compositore tedesco Alva Noto, pubblicato nel 2007, primo di una serie omonima di cinque titoli non ancora terminata.

## Il disco
Fra gli album più pacati e accessibili dell'artista tedesco Xerrox Vol.1 prosegue il percorso ambient iniziato con il precedente For (2006): pubblicazione che, per la prima volta nella carriera dell'artista, presentava sonorità melodiche e bordoni. Le composizioni di Xerrox sono basate sull'accostamento di campionamenti, rielaborati radicalmente tramite un computer portatile, a rumore bianco e pattern melodici semplici. Il titolo dell'album è un riferimento all'omonima azienda di fotocopiatrici.

## Tracce
Testi e musiche di Alva Noto.
1. 10-22-38 Astoria – 0:19
2. Haliod Xerrox Copy 4 – 3:53
3. 03-10-06 Astoria – 0:38
4. Haliod Xerrox Copy 3 (Paris) – 11:17
5. 03-10-06 Astoria 2 – 0:36
6. Haliod Xerrox Copy 2 (Airfrance) – 5:07
7. Haliod Xerrox Copy 6 – 6:40
8. 05-10-06 Astoria – 0:22
9. Haliod Xerrox Copy 11 – 3:40
10. Haliod Xerrox Copy 1 – 9:16
11. 02-10-06 Astoria 1 – 0:52
12. Haliod Xerrox Copy 111 – 7:56
13. 09-10-19 Astoria – 0:18
14. Haliod Xerrox Copy 9 – 11:04